# Rifugio Chiusa al Campaccio
Rifugio Chiusa al Campaccio (niem. Klausner Hütte) – schronisko turystyczne we Włoszech, w paśmie Sarntaler Alpen, w regionie Trydent-Górna Adyga.

## Historia
W 1908 r. sekcja Klausen Deutscher und Österreichischer Alpenverein (DuÖA) nabyła dom wraz z 27,8 hektarami ziemi, przekształcając go w schronisko. Większość z oryginalnego budynku została zachowana. W 1923 sekcja Klausen DuÖA została wywłaszczona. Obecnie schronisko jest obsługiwane przez sekcję Bolzano Club Alpino Italiano. W 1963 wybudowano drogę do schroniska.
Obiekt znajduje się na wysokości 1920 m n.p.m., u podnóża Cima San Lorenzo (niem. Lorenzispitze). Jest schroniskiem całorocznym. Restauracja serwuje dania kuchni tyrolskiej.  Wewnątrz znajduje się jeden pokój dwuosobowy, jeden pokój 8-osobowy z łóżkami piętrowymi oraz jeden 10-osobowy pokój z pojedynczymi łóżkami.

## Trasy
Schronisko jest dobrym punktem wypadowym na krótkie lub dłuższe wędrówki, np. na Cima San Lorenzo, na przełęcz Forcella di San Lorenzo, czy do schroniska i kościoła Santa Croce di Lazfons (około godziny).